# کوزاروویتسه
کوزاروویتسه (به چکی: Kozárovice) یک منطقهٔ مسکونی در جمهوری چک است که در ناحیه پریبرام واقع شده‌است.